# 1986 год в истории метрополитена
В этой статье перечисляются основные  события из истории метрополитенов в 1986 году. Полужирным шрифтом выделены открытия новых транспортных систем.

## События
- 7 января — открыта первая очередь Новосибирского метрополитена, содержащая станции: «Красный проспект», «Площадь Ленина», «Октябрьская», «Речной вокзал», «Студенческая».
- 23 января — открыты станции Серпуховской линии Московского метрополитена: Полянка и Боровицкая.
- 25 января — открыта станция Калининской линии Московского метрополитена: Третьяковская.
- 1 марта — открыта станция Мюнхенского метрополитена «Одеонсплац». В столице Баварии 51 станция.
- 31 мая — открытие участка Saalbau — Gruga и Florastraße Эссенского метрополитена.
- 1 августа — открыт метрополитен Белу-Оризонти, штат Минас-Жерайс, Бразилия.
- 20 июня — Первый состав R68/68A вышел на линию  [1][2][3]
- 21 октября — открыты 9-я и 10-я станции метрополитена Хельсинки «Мюллюпуро» и «Контула».
- 24 октября — открыта вторая очередь Салтовской линии Харьковского метрополитена со станциями: «Академика Павлова», «Студенческая», «Героев труда». В Харькове 21 станция.
- 31 декабря — открыта станция Минского метрополитена «Восток».

## Происшествия
| Дата | Метро                   | Погибли | Пострадали | Описание |
| ---- | ----------------------- | ------- | ---------- | --- |
| ???  | Московский метрополитен | 0       | 0          | Во время сооружения пересадочного узла был нарушен проект. В результате при проходке фурнели снизу вверх произошёл вывал породы. |